# Ausgerechnet Bananen!
Ausgerechnet Bananen! ist der deutsche Titel des US-amerikanischen Foxtrottschlagers Yes! We Have No Bananas mit der Melodie von Irving Cohn und dem Text von Fritz Löhner-Beda. Diese deutsche Ausgabe des Foxtrotts erschien zunächst als „Bananen-Shimmy“ beim Wiener Bohème-Verlag Berlin-Wien (Pub. No.: W.B.V. 543);

## Übertragung ins Deutsche und erste deutsche Fassung
Der österreichische Librettist und Schlagerdichter Beda verfasste 1923 einen deutschsprachigen Text zur Originalmelodie. Sein Kehrreim lautet:
„Ausgerechnet Bananen,

Bananen verlangt sie von mir!

Nicht Erbsen, nicht Bohnen,

auch keine Melonen,

das ist ein’ Schikan’ von ihr!

Ich hab Salat, Pflaumen und Spargel,

auch Olmützer Quargel,

doch ausgerechnet Bananen,

Bananen verlangt sie von mir!“
Löhner-Beda gibt dem Text eine andere Wendung als im Original, wo ein Bananenmangel beklagt wird. Nicht Mangel diktiert die Aussage, sondern die Laune einer Frau: Sie will aus der Auswahl von Speisen, die ihr Verehrer aufzählt, „ausgerechnet Bananen“ haben. Nicht einmal mit einer Spezialität aus Bedas tschechischer Heimat, dem als Olmützer Quargel bekannten Sauermilchkäse, vermag er sie zu gewinnen. „Das ist ein’ Schikan’ von ihr!“
Die ersten deutschen Aufnahmen spielten im September 1922 Dajos Béla (als “Kapelle Sándor Józsi”, Odeon A 44 268, Matr. xBe 3857) und das Bohème-Orchester unter Leitung von Johannes Lasowski (Beka B.3294, Matr. 32 186) ein.

## Kommerzieller Erfolg in Deutschland
Auch in finanzieller Hinsicht erwies sich Löhner-Bedas Text als Treffer: „Einen kommerziellen Höhepunkt stellte zweifelsohne „Ausgerechnet Bananen“ dar, ein Schlager, der schon in den USA für Furore gesorgt hatte und dank Löhner-Bedas freier, durchaus schlüpfriger Adaptierung Millionen einspielte.“
Erschrocken über den Erfolg seines Schlagertextes rückte Löhner-Beda 1924 in der Wiener Sonn- und Montagszeitung, in der er von 1914 bis 1928 jede Woche ein satirisches Gedicht auf aktuelle Ereignisse veröffentlichte, ein solches auf die Wirkung von Ausgerechnet Bananen! ein, in dem es heißt: „Was hab ich da angestiftet / Schaudernd steh ich vor der Schlucht / Oh ich hab mich selbst vergiftet / An der eigenen Geistesfrucht! / Konnt’ ich wissen, konnt’ ich ahnen / Dass die Welt ins Irre hopst / Ausgerechnet durch Bananen / Dieses harmlos-dumme Obst?“
Die Popularität der Melodie in Deutschland war so groß, dass sie auch von Volksmusikanten aufgegriffen wurde. Sie „modernisierten“ häufig traditionelle Stücke, indem sie als Trioteil eine zeitgenössische Schlagermelodie adaptierten. Bei den Bauernkapellen wurde so aus Ausgerechnet Bananen! dann der „Bananen-Schimmy“-Rheinländer[!]

## Coverversionen
1923 nahmen so gut wie alle namhaften Tanzkapellen in Deutschland das Stück auf Grammophonplatte auf; eine frühe Fassung für Blasorchester lieferte Carl Woitschach. Gesangsvorträge sind erhalten von dem Tenor Walter Herrling und der Berliner Diseuse Claire Waldoff, die es im Mai 1924 bei der Deutschen Grammophon aufnahm. Es kam auch als Notenrolle für mechanische Musikinstrumente (elektrische Klaviere und Orchestrions) in den Handel.
In Billy Wilders Filmkomödie Eins, Zwei, Drei (1961) singt Friedrich Hollaender als Bandleader einer Tanzkapelle dieses Lied, sowohl in der synchronisierten Version als auch im englischen Originalton in der deutschen Textfassung.
In den folgenden Jahren wurde Ausgerechnet Bananen! vorwiegend im Zusammenhang mit nostalgisch verklärenden „Goldene Zwanziger“-Veranstaltungen zitiert. 1968 sang es Chris „Mr. Pumpernickel“ Howland auf einer LP mit dem Titel Die tollen Zwanziger Jahre im „Bonnie and Clyde“-Sound zur Begleitung einer Dixielandkapelle. Das Orchester Béla Sanders spielte es auf der LP Charleston & Quickstep bei Philips ein.
Rose nahm den Titel mit Begleitung des Orchesters Wilfried Krüger noch 1977 auf. Weiterhin entstanden Versionen von André Heller (1979) und Gottlieb Wendehals (1982).

## Etablierung als Redewendung
Die Refrainzeile ist mittlerweile als Redewendung fast sprichwörtlicher Qualität in den Alltagswortschatz eingegangen: Band 12 des Duden, der „Zitate und Aussprüche: Herkunft und aktueller Gebrauch“ verzeichnet, führt sie auf S. 67 als „Ausruf des Unmuts, der Enttäuschung über ein unerwünschtes Ereignis“.

## Parodien
Die Zeichentrickserie „Ottos Ottifanten“ geht in ihrer zweiten Episode gleich zwei Mal auf diesen Titel ein: Erstens heißt ebendiese Episode „Ausgerechnet Bananen“ und zweitens singen die Freunde des Großvaters der Familie Bommel den Refrain dieses Liedes, allerdings mit Äpfeln anstelle von Erbsen.
Eine CD, auf der namhafte Schauspieler Schlagertexte ohne Musik vortragen, gab Michael Skasa unter dem Titel Die Männer sind alle Verbrecher 2001 heraus. (Sie wird beim label “Hörkunst” vertrieben.) Zu Ausgerechnet Bananen! heißt es dort:„‚Gar nichts ist ihr recht / Weil sie heute nichts Banales / Nur Bananes möcht’ / Was sagt man: Ausgerechnet Bananen / Bananen verlangt sie von mir‘ (Fritz Löhner: ‚Ausgerechnet Bananen‘). Das hat mitunter etwas Ringelnatziges und Morgensterniges. […] Gewöhnlich gilt: Je kunstvoller das Musikalische, umso bescheuerter der Text.“

## Vorkommen in der Literatur
Ausgerechnet Bananen! wird mehrfach in der neueren Erzählliteratur zitiert. So in dem Poproman des Autors citizen_b Keiner küsst wie daddy cool (2010, S. 54), in Hannah McKinnons von Eva Riekert übersetztem Roman Franny Parker (2012, unpag.), in Sibyl Volks’ Roman Torstrasse 1 (2014, unpag.), in Anngrit Arens’ Roman Süsse Zitronen (2015, unpag.), in Heidi Rehns Roman Tanz des Vergessens (2015, S. 29) und in Walter Kempowskis Roman Herzlich willkommen (2016, unpag.), dem Abschluss seiner sogenannten „Deutschen Chronik“. Aber auch der ehemalige Mosse-Journalist Georg Wronkow erwähnt es in seiner Autobiographie Kleiner Mann in großen Zeiten (2008, S. 113).

## Tondokumente
1. Odeon A 44 268 (Matr. xBe 3857) Kapelle Sándor Józsi [d. i. Dajos Béla], ca. September 1923[14]
2. Odeon AA 79 603 (Matr. xxBo 7918) Künstler-Kapelle Dajos Béla Geigen-Primás, aufgenommen am 7. September 1923
3. Beka B.3294 (Matr. 32 186) Bohème-Orchester (Leitung Johannes Lasowski, aufgenommen am 5. September 1923), auch B.3290[15]
4. Polyphon 31 173 / 2-27 839 (Matr. 849 ax) Tanz-Orchester “Goldfein” [d. i. Paul Godwin unter seinem Geburtsnamen], aufgenommen im Sept/Okt. 1923 (auch Schallplatte „Grammophon“ 14 717 / B 40 504)[16]
5. Schallplatte „Grammophon“ 19 134 / B 60 276 (Matr. 244 az) Tanz-Orchester Schachmeister
6. Schallplatte „Grammophon“ 14 840 (Matr. 1314 ax) Claire Waldoff, aufgenommen im Mai 1924
7. Parlophon P.1568-I (Matr. Z 6553) Marek Weber, aufgenommen am 9. November 1923 (mit Xylophon-Solo)[17]
8. Vox 01524 (Matr. 1564 A) Bernard Etté, aufgenommen Anfang 1924[18]
9. (unbekanntes Label) Willi Rose, 1924[19]
10. Vox 1461 (Matr. 1941 B) Bernard Etté [25cm-Version]
11. Homocord B. 8267 (Matr. M 51 217) [K2C] Künstler-Kapelle Jenö Fesca
12. Homocord Nr. 347 (Matr. M 17 175) Künstler-Kapelle Arpád Városz
13. Homocord B.385 (Matr. 17 265-1) [A9B] Walter Herrling, Tenor, mit Orchester
14. Kalliope K 403 (Matr. 3299) Orchester mit Refraingesang
15. Star Record no. 2009 (Matr. 6069) „Star“-Streich-Orchester mit Refraingesang